# Rumiceae
Tribu
Les Rumiceae sont une tribu de plantes à fleurs de la famille des Polygonaceae, sous-famille des Polygonoideae. Elle comprend trois genres, dont Rumex qui est le genre type. Cette tribu regroupe notamment la Rhubarbe et l'Oseille.

## Liste des genres
Selon GRIN (7 juin 2024), TAXREF (7 juin 2024) et VASCAN (7 juin 2024) :
- Oxyria Hill
- Rheum L.
- Rumex L.